# George Yonge
Pour les articles homonymes, voir Yonge.
George Yonge (1731 - 25 septembre 1812), 5e baronnet, est deux fois Secrétaire de la Guerre britannique (1782-1783 et 1793-1794). Il est Chevalier compagnon de l'ordre du Bain.
Il est aussi député au Parlement britannique pour le district de Honiton (1754-1761 et 1763-1796). Il est élu membre du Conseil privé en 1782. Il est gouverneur de la Colonie du Cap (1799-1801).
Il est un expert des routes romaines.
La rue Yonge à Toronto est nommée en son honneur.